# Yúliya Antípova
Yúliya Konstantínovna Antípova –en ruso, Юлия Константиновна Антипова– (Leningrado, URSS, 14 de julio de 1966) es una deportista soviética que compitió en luge en la modalidad individual.
Ganó tres medallas en el Campeonato Mundial de Luge, en los años 1989 y 1990. Participó en los Juegos Olímpicos de Calgary 1988, ocupando el quinto lugar en la prueba individual.

## Palmarés internacional
| Campeonato Mundial | Campeonato Mundial | Campeonato Mundial | Campeonato Mundial |
| Año                | Lugar              | Medalla            | Prueba             |
| ------------------ | ------------------ | ------------------ | ------------------ |
| 1989               | Winterberg (RFA)   | Medalla de bronce  | Equipo             |
| 1990               | Calgary (Canadá)   | Medalla de plata   | Individual         |
| 1990               | Calgary (Canadá)   | Medalla de bronce  | Equipo             |